# Castillo de Midhope
El castillo de Midhope es una casa torre del siglo XVI ubicada en la aldea de Abercorn, en los terrenos de Casa Hopetoun, a unos 4 kilómetros al oeste de South Queensferry, a las afueras de Edimburgo, Escocia.

## Historia
En el siglo XV Midhope pertenecía a la familia Martin. Un siglo más tarde era propiedad de Alexander Drummond de Midhope, hermano de Robert Drummond de Carnock, maestro de obras de la Corona en Escocia. Un monolito con la inscripción «AD 1582 MB» recuerda a Alexander y a su esposa Marjory Bruce, hija de Robert Bruce de Airth.
Alexander Drummond era sirviente del conde de Huntly. El 7 de agosto de 1573, en nombre del conde de Huntly, Drummond trajo de vuelta las joyas de María I de Escocia al regente Morton al palacio de Holyrood en Edimburgo. Drummond fue enterrado en Airth Old Kirk.
Actualmente se conserva el techo pintado de la torre, gestionado por la Historic Scotland en Edimburgo; se planea su traslado para ser exhibido en el palacio de Holyrood. Incluye motivos florales y conmemora probablemente el matrimonio de Robert Drummond, quien fue nombrado terrateniente en 1619, tras una herencia de un Hamiton. El lema de la familia era «ad astra per ardua» y fragmentos de otra techumbre pintada alberga estrellas doradas en un fondo azulado, representado en un escudo de armas.
En 1678 Midhope fue sometido a una restauración cuando se eliminó la puerta de entrada a la torre y se amplió y alzó hacia el este. Además, se añadió una nueva entrada que daba a un patio hacia el sur, con unas dimensiones de 35 x 19 metros. A finales del siglo XVIII se añadió una zona rectangular con dos habitaciones destinada a palomar a unos 140 metros hacia el sureste.

## En la ficción
El castillo de Midhope aparece como escenario de la serie Outlander, representando la residencia familiar del protagonista Jamie Fraser, conocida como Lallybroch o Broch Tuarach.